# 11003 Andronov
11003 Andronov (1979 TT2) là một tiểu hành tinh vành đai chính được phát hiện ngày 14 tháng 10 năm 1979 bởi N. S. Chernykh ở Đài vật lý thiên văn Crimean.